# Georg Ursin (jurist)
 For alternative betydninger, se Georg Ursin. (Se også artikler, som begynder med Georg Ursin)
Georg Thorbjørn Ursin (15. februar 1934 – 20. januar 2013) var en dansk jurist og forfatter.
Ursin var uddannet jurist og arbejdede i en årrække i Socialministeriet, hvorfra han i 1994 lod sig pensionere. Han debuterede som 71-årig med krimien Chenlein og Schmidt (2005). Siden blev det til endnu fem krimier om pensionisten Victor Chenlein, nemlig Arrivisten (2006), Den navnløse bevægelse (2007), Chenleins Dobbeltgænger (2008), Mord på museet (2009) og Undergangen (2010) samt novellen Sleipners opgave (2009).

## Links
- Georg Ursin på bibliotek.dk (Webside ikke længere tilgængelig)
- Nekrolog: Juristen, der skrev underfundige små krimier